# Psammodesmus camerani
Psammodesmus camerani är en mångfotingart som beskrevs av Filippo Silvestri 1897. Psammodesmus camerani ingår i släktet Psammodesmus och familjen Platyrhacidae. Inga underarter finns listade i Catalogue of Life.